# آهنگر (فیلم)
آهنگر (انگلیسی: The Blacksmith) یک فیلم کوتاه کمدی به کارگردانی مالکوم سنت کلیر و باستر کیتون است که در سال ۱۹۲۲ منتشر شد.

## گزیدهٔ بازیگران
- باستر کیتون
- جو رابرتز
- ویرجینیا فاکس